# Jesús Zapata Builes
Juan de Jesús Zapata Builes (San Jerónimo, Antioquia; 30 de agosto de 1916-Medellín, 1 de enero de 2014) fue un músico colombiano.

## Biografía
Desde muy pequeño demostró grandes aptitudes para la música, así es que cuando cumplió 16 años, decidió trasladarse a Medellín en busca de mejores oportunidades. 
Luego, encuentra la forma de estudiar en el Instituto de Bellas Artes. Corrían los primeros años de la década de 1940 y la matrícula costaba 3 pesos; gracias a sus adelantos musicales a los seis meses recibe media beca. Se contaron entre sus profesores los músicos Joseph Matza, Jorge Gómez, Carlos Vieco y Eusebio Ochoa. 
Entrado el año de 1945 se forma la orquesta de cuerdas del Instituto de Bellas Artes, para la cual el maestro Matza escoge a nuestro homenajeado. Asimismo, hizo parte de las afamadas Orquesta Sinfónica de Antioquia, Opera de Antioquia y Orquesta de planta de la Voz de Medellín, en las cuales estuvo alrededor de 30 años. 
En 1952 comienza otra etapa en su vida: las grabaciones discográficas. Sonolux es la primera empresa para la que labora. Colabora con los arreglos tocando el violín y el bajo, además de ingresar al departamento de grabación haciendo el corte master. Recuerda con cariño las grabaciones de Obdulio y Julián, Espinosa y Bedoya, Estudiantina Sonolux y Coros Cantares de Colombia. 
Ingresa a Codiscos en 1963, invitado por Álvaro Arango, jefe de la casa disquera. A los dos días don Álvaro le presenta la propuesta de hacer algunas grabaciones de música vieja con sus grandes orquestas, por lo que formó la Estudiantina Iris, grabando cinco discos, joyas del cancionero colombiano. 
Luego llega el éxito de las grabaciones de Hernando y Yesid, que emulaban a los duetos antiguos de Briceño y Añez, Moriche y Utrera. Además, Jesús Zapata colaboró en las grabaciones de Villancicos con Chava Rubio y Jael Gómez. Uno de sus aciertos más grandes es un disco de música internacional: Pequeños Tesoros Musicales, para el que colaboraron músicos como Gentil Montaña y Oscar Hernández. 
En 1979 funda el trío Instrumental Colombiano, en compañía de Elkin Pérez y Jairo Mosquera, con los cuales grabó dos volúmenes. Y en 1985, funda el Grupo Vocal Colombiano, el cual aún subsiste. 
Toca guitarra, violín, viola, bajo, cuatro, charango, tiple, entre otros. Uno de los más emotivos homenajes que ha recibido fue el título honoris causa como licenciado en Educación Artística y Cultural, que le concedió la Universidad de Antioquia en 2002. 
Que viva pues el maestro Jesús Zapata y que este homenaje sea como dice el viejo adagio: En vida hermano, en vida.
Su deceso se produjo el 1 de enero de 2014 en su residencia en la ciudad de Medellín. 